# Regionindelning för Sveriges myndigheter
Regionindelning för Sveriges myndigheter gäller för vissa statliga myndigheter.

## Arbetsförmedlingen
Arbetsförmedlingen verkar i tre regioner :
- Region Nord
- Region Mitt
- Region Syd

## Arbetsmiljöverket
Arbetsmiljöverket är sedan 2014 organiserat i fem regioner (ersatte tio tidigare distrikt):
- Region Nord (Norrbottens, Västerbottens, Jämtlands och Västernorrlands län)
- Region Mitt (Värmlands, Dalarnas, Gävleborgs, Örebro, Uppsala och Västmanlands län)
- Region Öst (Stockholms, Södermanlands, Östergötlands och Gotlands län)
- Region Väst (Västra Götalands, Hallands och Jönköpings län)
- Region Syd (Kronobergs, Kalmar, Blekinge och Skåne län)

## Fortifikationsverket
Fortifikationsverket är uppdelat i sex regioner:
- Fastighetsregion Norr
- Fastighetsregion  Mitt
- Fastighetsregion Öst
- Fastighetsregion  Väst
- Fastighetsregion Sydväst
- Fastighetsregion Sydöst

## Försvarsmakten
Försvarsmakten i Sverige är sedan 2013 indelat i följande fyra militärregioner vilka utgör Sveriges militärterritoriella indelning:
- Militärregion Nord (Stabsort Boden)
- Militärregion Mitt (Stabsort Kungsängen)
- Militärregion Väst (Stabsort Skövde)
- Militärregion Syd (Stabsort Södra Sandby)

## Kriminalvården
Kriminalvårdens verksamhet bedrivs i följande sex regioner:
- Region Nord (Regionkontor i Härnösand)
- Region Mitt (Regionkontor i Örebro)
- Region Stockholm (Regionkontor i Stockholm)
- Region Öst (Regionkontor i Linköping)
- Region Väst (Regionkontor i Göteborg)
- Region Syd (Regionkontor i Malmö)

## Kustbevakningen
Den svenska Kustbevakningen är indelad i två regioner:
- Region Sydväst (Regionledning i Göteborg) [4]
- Region Nordost (Regionledning i Stockholm) [5]

## Migrationsverket
Migrationsverkets verksamhet bedrivs i sex regioner :
- Region Nord (kansli i Sundsvall)
- Region Mitt (kansli i Gävle)
- Region Stockholm (kansli i Solna)
- Region Öst (kansli i Norrköping)
- Region Väst (kansli i Göteborg)
- Region Syd (kansli i Malmö)

## Polisen
Polismyndigheten  är från 2015 indelad i sju polisregioner:
- Polisregion Nord (Huvudort Umeå)
- Polisregion Mitt (Huvudort Uppsala)
- Polisregion Bergslagen (Huvudort Örebro)
- Polisregion Stockholm (Huvudort Stockholm)
- Polisregion Väst (Huvudort Göteborg)
- Polisregion Öst (Huvudort Linköping)
- Polisregion Syd (Huvudort Malmö)

## Skatteverket
Skatteverkets verksamhet bedrivs i följande åtta regioner:
- Norra regionen
- Mittregionen
- Mälardalsregionen
- Stockholmsregionen
- Östra regionen
- Västra regionen
- Södra regionen
- Storföretagsregionen (rikstäckande)

## Skogsstyrelsen
Skogsstyrelsen bedriver sin verksamhet i 22 distrikt, vilka är indelade i tre regioner. 
- Region Nord 
  - Norra Västerbotten
  - Södra Västerbotten
  - Västernorrland
  - Södra Jämtland
  - Södra Norrbotten
  - Norra Jämtland
  - Norra Norrbotten

- Region Mitt
  - Dalarna
  - Värmland
  - Gävleborg
  - Uppsala-Västmanland
  - Sörmland-Örebro
  - Stockholm-Gotland

- Region Syd
  - Skaraborg-Fyrbodal
  - Göteborg
  - Jönköping
  - Halland
  - Skåne
  - Blekinge
  - Kronoberg
  - Kalmar
  - Östergötland

## Specialpedagogiska skolmyndigheten
Specialpedagogiska skolmyndigheten bedriver sin verksamhet inom fem regioner:
- Norra regionen (Härnösand)
- Mellersta regionen (Örebro)
- Östra regionen (Stockholm)
- Västra regionen (Vänersborg)
- Södra regionen (Lund)

## Trafikverket
Trafikverkets verksamhet bedrivs i följande sex regioner:
- Region Nord (Regionkontor i Luleå)
- Region Mitt (Regionkontor i Gävle)
- Region Stockholm (Regionkontor i Stockholm)
- Region Öst (Regionkontor i Eskilstuna)
- Region Väst (Regionkontor i Göteborg)
- Region Syd (Regionkontor i Kristianstad)